# NGC 3087
NGC 3087 ist eine elliptische Galaxie vom Hubble-Typ E0 im Sternbild Antlia südlich der Ekliptik. Sie ist schätzungsweise 110 Millionen Lichtjahre von der Milchstraße entfernt und hat einen Durchmesser von etwa 65.000 Lichtjahren.
Im selben Himmelsareal befinden sich u. a. die Galaxien IC 2534 und IC 2532.
Das Objekt wurde am 2. Februar 1835 von John Herschel entdeckt.